# Kiersztanowo (Jeziorany)
Kiersztanowo (deutsch Kirschdorf) ist ein Ort in der polnischen Woiwodschaft Ermland-Masuren. Er gehört zur Gmina Jeziorany (Stadt-und-Land-Gemeinde Seeburg) im Powiat Olsztyński (Kreis Allenstein).

## Geographische Lage
Kiersztanowo liegt im Westen der Woiwodschaft Ermland-Masuren, 25 Kilometer nordöstlich der Kreis- und Woiwodschaftshauptstadt Olsztyn (deutsch Allenstein).

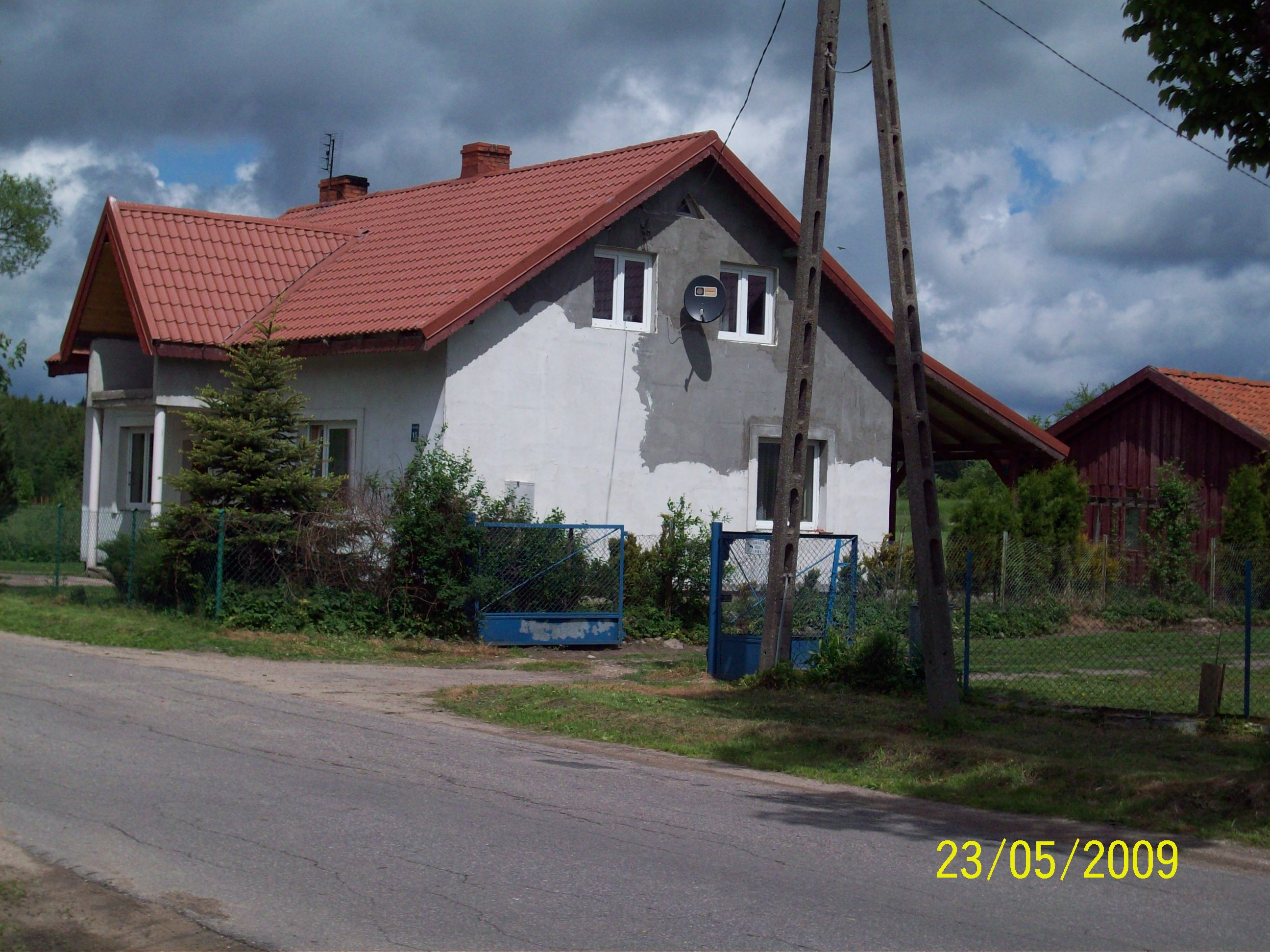
Wohnhaus in Kiersztanowo

|  |

## Geschichte
Im Jahre 1372 wurden Dorf und Gut Adlig Kirschdorf (Ortsbezeichnung erst nach 1871 ohne Zusatz) gegründet. Als im Jahre 1874 der Amtsbezirk Lemkendorf (polnisch Lamkowo) im ostpreußischen Kreis Allenstein errichtet wurde, wurden die Landgemeinde Kirschdorf und der Gutsbezirk Kirschdorf eingegliedert, aber bereits am 18. August 1881 in den Amtsbezirk Cronau (polnisch Kronowo) umgegliedert.
Im Jahre 1910 zählte die Landgemeinde Kirschdorf 179 und der Gutsbezirk Kirschdorf 59 Einwohner.
Am 30. September 1928 vergrößerte sich die Landgemeinde Kirschdorf, als die Gutsbezirke Kirschdorf und Eichenstein (polnisch Dębno) eingemeindet wurden. Die so veränderte Landgemeinde zählte im Jahre 1933 insgesamt 268, im Jahre 1939 noch 250 Einwohner.
Als in Kriegsfolge 1945 das gesamte südliche Ostpreußen an Polen fiel, erhielt Kirschdorf die polnische Namensform „Kiersztanowo“. Der Ort ist heute ein Teil der Stadt-und-Land-Gemeinde Jeziorany (Seeburg) im Powiat Olsztyński (Kreis Allenstein), zwischen 1975 und 1998 der Woiwodschaft Olsztyn, seither der Woiwodschaft Ermland-Masuren zugehörig. Im Jahre 2011 zählte Kiersztanowo 89 Einwohner.

## Kirche

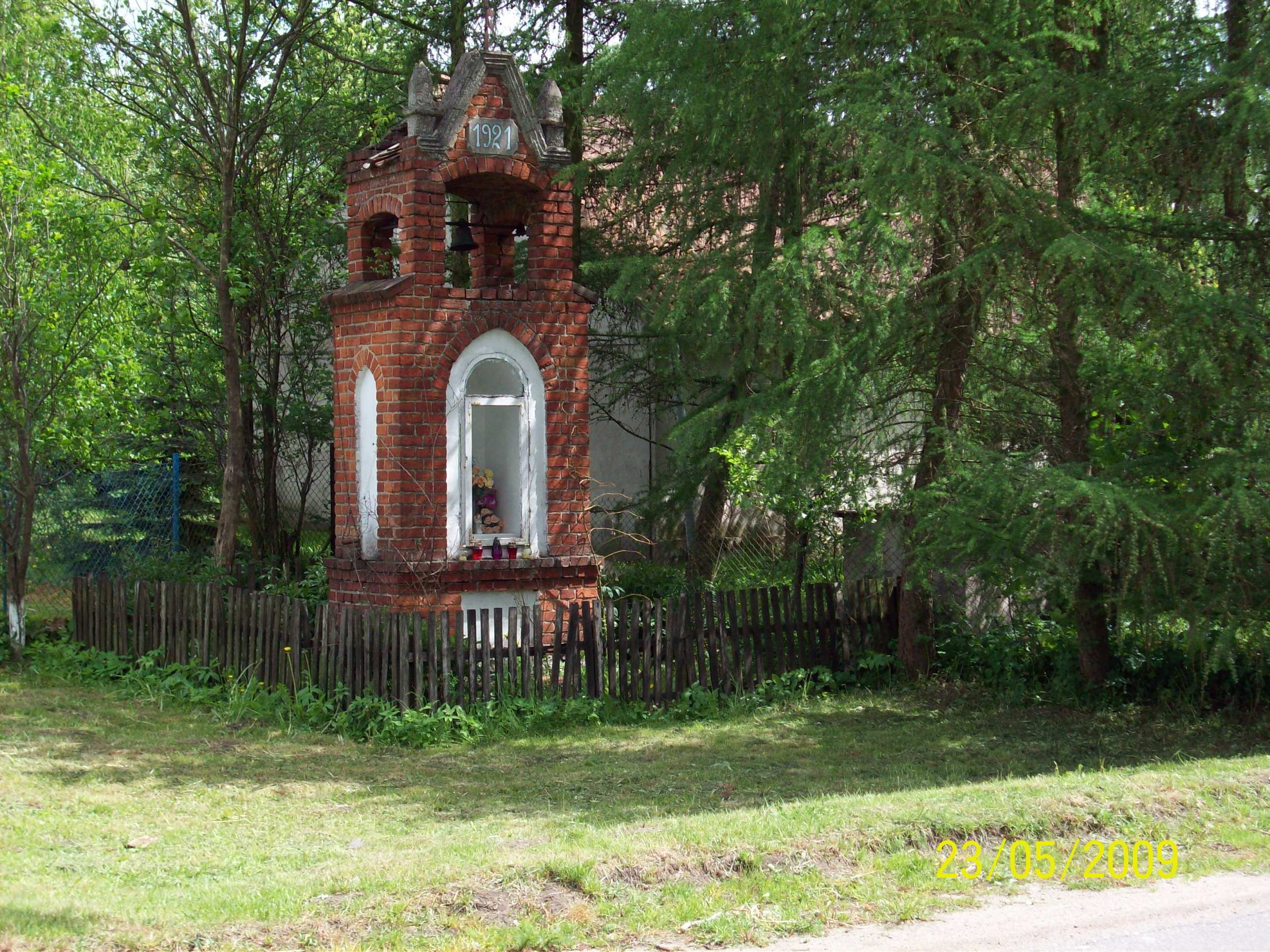
Bildstock in Kiersztanowo

Vor 1945 war Kirschdorf in das römisch-katholische Kirchspiel Groß Ramsau (polnisch Ramsowo) eingepfarrt, während es außerdem zur evangelischen Kirche Seeburg (polnisch Jeziorany) in der Kirchenprovinz Ostpreußen der Kirche der Altpreußischen Union gehörte.
Heute ist Kiersztanowo katholischerseits in die Pfarrei St. Bartholomäus Jeziorany (Seeburg) im Erzbistum Ermland eingegliedert. Evangelischerseits halten sich die Einwohner zur Kirche in Biskupiec (Bischofsburg), einer Filialkirche von Sorkwity (Sorquitten) in der Diözese Masuren der Evangelisch-Augsburgischen Kirche in Polen.

## Verkehr
Kiersztanowo liegt an einer Nebenstraße, die die Woiwodschaftsstraße 593 bei Jeziorany (Seeburg) mit der noch im Azúsbau begriffenen Schnellstraße S 16 bei Kromerowo (Krämersdorf) sowie der Landesstraße 57 (frühere deutsche Reichsstraße 128) bei Dźwierzuty (Mensguth) verbindet. Anschluss an die Woiwodschaftsstraße 595 findet Kiersztanowo über eine Nebenstraße, die nach Stare Włóki (Alt Vierzighuben) führt.
Das Dorf verfügt über keine eigene Bahnanbindung. Die nächste Bahnstation ist Wipsowo (Wieps) an der heutigen PKP-Linie 353: Posen–Toruń–Olsztyn–Skandawa (–Tschernjachowsk), die seit geraumer Zeit nicht mehr bis Tschernjachowsk (deutsch Insterburg) im russischen Oblast Kaliningrad (Königsberger Gebiet) führt.